# 農業・農産食料省 (カナダ)
農業・農産食料省（のうぎょう・のうさんしょくりょうしょう、英語：Agriculture and Agri-Food Canada、略称：AAFC、仏語：Agriculture et Agroalimentaire Canada）は、カナダ連邦政府内で、農業・畜産・農産食料に関する生産、加工、市場導入を含む農業全般に関する連邦政府の政策や規制を策定する省庁である。

## 概要
カナダの農業は連邦政府と各州及び準州が連携し政策や規制の導入を行なうこととなっている。現在の農業・農産食料大臣は、コディ・ブロワ（Kody Blois）である。

## 歴史
カナダの農業省（Department of Agriculture）は1867年に設立された。1868年の農業省法によって正式に決定された。
農業に加え、担当大臣と本省は、移民、公衆衛生、国勢調査や統計、特許や著作権・商標など多くの幅広い分野の国家的な責任を担ってきたが、時代が流れるにつれ他の省庁にその責任を移管してきた。例えば、一連の統計関連分野はカナダ統計局（Statistics Canada、当時はカナダ植民地統計局（Dominion Bureau of Statistics）に1918年に移管され、カナダにおけるヘルスケア分野は保健省が1919年に創設された際に移管されている。

## 組織

### 主な庁・部局、公社
- カナダ農業評価裁判所（Canada Agricultural Review Tribunal）
- カナダ酪農委員会（Canadian Dairy Commission, CDC）：公社
- カナダ穀物委員会（Canadian Grain Commission, CGC）：公社
- カナダ農業信用公社（Farm Credit Canada, FCC）
- カナダ農産物協議会（Farm Products Council of Canada）
- カナダ・パリミュチュエル庁（Canadian Pari-Mutuel Agency）：競馬・競馬場・公営競技を統括する庁。パリミュチュエル方式は公営競技の配当を決定する方式の一つ。

カナダ食品検査庁（Canadian Food Inspection Agency, CFIA）は2013年に保健省に主管轄が移された（保険大臣の管轄となった）。